# هوندا سی‌آر-ایکس دل سول
هوندا سی‌آر-ایکس دل سول (Honda CR-X del Sol) خودرویی است که در سال‌های ۱۹۹۲ تا ۱۹۹۸ Chassis EG۱، EG۲، EH۱، EH۶تولید شده‌است. طراحی آن خودروهای موتور جلو-محور جلو بوده است. سیستم جعبه‌دندهٔ آن به دو صورت خودکار و دستی است.